# 三峽 (大字)
三峽，原稱三角湧，是臺灣新北市三峽區的主聚落及附近地區，位於該區北部三峽河左岸。以行政區而言，範圍大致包括八張里北部、三峽里、秀川里、永館里東南端。
該地區北部與公館後地區交界地帶為全區行政中心所在地，著名的三峽老街、三峽祖師廟均位於境內。

## 歷史
台灣清治末期至日治初期，三峽地區為一街庄，稱為「三角湧庄」，隸屬於海山堡。該庄東隔三峽河與礁溪庄為界，南與八張庄為鄰，西邊為中埔庄，西北邊及北邊為公館後庄。
1901年（日治明治三十四年）11月，該庄隸屬於桃園廳，編入第十九區。1905年（明治三十八年）7月，第十九區改稱「三角湧區」。1920年（大正九年），該庄改制並改名為「三峽」大字，隸屬於臺北州海山郡三峽街，大字下有「三峽」、「公館尾」小字名。
戰後三峽街改制為三峽鎮，隸屬於臺北縣，大字亦改制為里。2010年12月，臺北縣升格為新北市，三峽鎮改制為三峽區。

## 交通
鄉道北85線（民生街、民權街）是山佳至溪墘寮的道路，大致以南北向經過三峽地區，往北可前往柑園、山佳等地，往南可前往麻園地區的溪墘寮接上省道台3線（中正路二段）。

## 廟宇
- 三峽宰樞廟（北帝廟）